# Міжнародні відносини Естонії

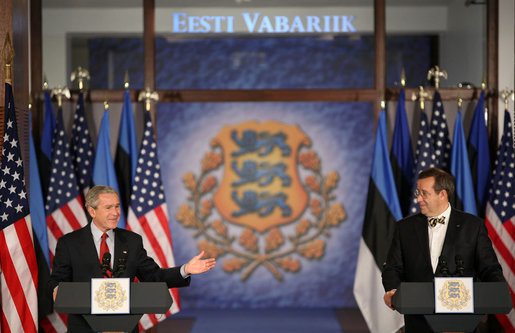
Президент Естонії Тоомас Гендрік Ільвес і Президент США Джордж Буш

Міжнаро́дні відноси́ни Есто́нії визначаються головним чином економічними, політичними та культурними контактами країни.

## Економічні контакти
Непересічне значення відіграє для економічної політики держави експорт та імпорт товарів.
За даними 2001 року (видання Index of Economic Freedom) The Heritage Foundation країна має такі експортно-імпортні контакти у світі:
- Імпорт — $ 6,5 млрд (г. ч. Фінляндія — 23,4%; Росія — 9,9%; Німеччина — 13,8%; Швеція — 9,0%; Японія — 5,9%);
- Експорт — $ 5,1 млрд (г. ч. Фінляндія — 18,7%; Швеція — 16,7%; Росія — 9,1%; Латвія — 9,4%; Німеччина — 5,0%; Україна - 9,2%

Зовнішньоекономічні зв'язки Естонії є досить широкими, що дозволяє країни не стояти, а розвиватися. Також, за рахунок вигідного експорту та імпорту, Естонія має можливість вдало вкладати та використовувати кошти у свою користь, що є дуже перспективним на сьогодення в Європі та у світі.

## Політичні контакти

### Європа
- Австрія — (посольство)
- Білорусь — (Генеральне консульство)
- Бельгія — (посольство)
- Болгарія — (посольство)
- Велика Британія — (посольство)
- Німеччина — (посольство)
- Грузія — (посольство)
- Греція — (посольство)
- Данія — (посольство)
- Ірландія — (посольство)
- Італія — (посольство)
- Іспанія — (посольство)
- Латвія — (посольство)
- Литва — (посольство)
- Нідерланди — (посольство)
- Норвегія — (посольство)
- Польща — (посольство)
- Португалія — (посольство)
- Росія — (посольство)
  - Псков — (Генеральне консульство)
  - Санкт-Петербург — (Генеральне консульство)
- Туреччина — (посольство)
- Україна — (посольство)
- Угорщина — (посольство)
- Фінляндія — (посольство)
- Франція — (посольство)
- Чехія — (посольство)
- Швеція — (посольство)

### Америка
- Канада — (посольство)
- США — (посольство)
  - Нью-Йорк — (Генеральне консульство)

### Азія
- Індія — (консульство)
- Китай — (посольство)
- Японія — (посольство)

### Міжнародні організації
Естонія — член НАТО, ЄС, ООН, ЮНЕСКО, ОБСЄ.